# بيارن بيرنستن
بيارن بيرنستن (بالنرويجية البوكمول: Bjarne Berntsen)‏ هو مدرب كرة قدم ولاعب كرة قدم نرويجي، ولد في 21 ديسمبر 1956 في ساندنيس في النرويج. شارك مع منتخب النرويج تحت 21 سنة لكرة القدم ومنتخب النرويج لكرة القدم. أما مع النوادي، فقد لعب مع نادي فيكينغ.

## وصلات خارجية
- بيارن بيرنستن على موقع الاتحاد الدولي (مؤرشف)  (الإنجليزية)
- بيارن بيرنستن على موقع اتحاد النرويج (النرويجية)
- بيارن بيرنستن على موقع قاعدة بيانات كرة القدم.إي يو (الإنجليزية)
- بيارن بيرنستن على موقع ناشيونال فوتبول تيمز (الإنجليزية)
- بيارن بيرنستن على موقع أوليمبيديا (الإنجليزية)